# Atlapetes schistaceus
Atlapetes schistaceus е вид птица от семейство Овесаркови (Emberizidae).

## Разпространение
Видът е разпространен във Венецуела, Еквадор, Колумбия и Перу.